# Fratelli Grignani
Fratelli Grignani war ein italienischer Hersteller von Automobilen.

## Unternehmensgeschichte
Das Unternehmen aus Turin stellte 1950 erstmals ein Automobil vor. Der Markenname lautete Grignani. 1953 wurde letztmals ein Fahrzeug auf dem Turiner Autosalon ausgestellt. Im gleichen Jahr endete die Produktion.

## Fahrzeuge
Das einzige Modell Microvettura war ein Kleinstwagen. Für den Antrieb sorgte ein gebläsegekühlter Einzylinder-Zweitaktmotor mit 125 cm³ Hubraum und 5 PS, der im Heck montiert war. Die bauartbedingte Höchstgeschwindigkeit war mit 60 km/h angegeben. Das Fahrzeug mit Einzelradaufhängung bot Platz für zwei Personen.